# Thelypteris alata
Thelypteris alata är en kärrbräkenväxtart som först beskrevs av Carolus Linnaeus, och fick sitt nu gällande namn av C. Reed. Thelypteris alata ingår i släktet Thelypteris och familjen Thelypteridaceae. Utöver nominatformen finns också underarten T. a. subpinnata.